# Акшат
Акша́т (каз. Ақшат) — село у складі Чингірлауського району Західноказахстанської області Казахстану. Адміністративний центр Акшатського сільського округу.
Населення — 1313 осіб (2021; 1820 у 2009, 2244 у 1999, 2478 у 1989).
До 2018 року село називалось Лубенка.